# Paul Langerhans
Paul Langerhans (25. července 1847, Berlín – 20. července 1888, Funchal, Madeira) byl německý patolog a biolog, objevitel pankreatických Langerhansových ostrůvků. Nedožil se však objevů, které prokázaly jejich zásadní význam pro léčbu diabetu.

## Život
Matka Paulovi zemřela, když mu bylo šest let. Jeho otcem byl významný berlínský lékař Paul Langerhans st. Přes 30 let byl členem berlínské městské rady, kde s ním zasedal i jeho blízký přítel, patolog Rudolf Virchow. Langerhansovy často navštěvoval a pro mladého Paula se stal vzorem, kterému se toužil vědecky vyrovnat.
Po maturitě v roce 1865 Langerhans zahájil studium na lékařské fakultě v Jeně, kde tehdy působil biolog Ernst Haeckel. Po dvou letech se ale vrátil do Berlína a začal pracovat jako dobrovolník ve Virchowově patologicko-anatomickém ústavu.
Roku 1870 se Langerhans zúčastnil expedice do Sýrie a dalších zemí Blízkého východu, která si mj. kladla za cíl studium lepry. Langerhans dostal za úkol měření lebek obyvatelstva Palestiny. V červenci 1870 však vypukla prusko-francouzská válka, Langerhans proto musel svou účast předčasně ukončit a narukoval jako vojenský lékař do lazaretu ve Francii. Když válka o rok později skončila, nastoupil jako asistent na patologii v Lipsku. Ještě téhož roku získal na Virchowovu přímluvu místo prosektora na lékařské fakultě ve Freiburgu.
Jeho vědeckou dráhu však přerušila tuberkulóza. Její léčba ho nejdříve přivedla do švýcarského Davosu, později na ostrov Capri a nakonec na portugalský ostrov Madeira. Přijel sem v říjnu 1875. Díky zlepšení svého zdravotního stavu si zde o čtyři roky později otevřel lékařskou praxi. Jeho pacienty byli zejména bohatí Němci a Angličané, rovněž trpící tuberkulózou. Patřil k nim také syn majitele velké německé papírny Alfred Ebart. Dva roky po jeho smrti se Langerhans oženil s jeho ženou Margaretou.
Langerhans zde začal zkoumat také mořské živočichy – během dalších pěti let popsal více než 20 neznámých druhů červů. Jeho jméno dnes nese několik druhů (Myrianida langerhansi, Demonax langerhansi) a také rod Langerhansia.
Zemřel těsně přes svými 41. narozeninami, pravděpodobně na selhání ledvin. Jeho otec přežil dva ze svých synů, i mladší Robert zemřel na tuberkulózu. Paul Langerhans st. pak po zbytek života jako člen berlínského městského kuratoria prosazoval opatření, která by přispěla k snížení výskytu tuberkulózy.